# چکاوک بیشه آوازخوان
چکاوک بیشه آوازخوان (نام علمی: Mirafra cantillans) نام یک گونه از سرده جل‌ها است.